# Schule Werftstraße 16
Die ehemalige katholische Schule Werftstraße 16 im niedersächsischen Nordenham-Einswarden im Landkreis Wesermarsch stammt aus dem frühen 20. Jahrhundert.

Aktuell (2024) wird sie als Bürogebäude eines Dienstleisters genutzt.
Das Gebäude steht unter Denkmalschutz (siehe auch Liste der Baudenkmale in Nordenham).

## Geschichte
Die ländliche Bauerschaft Einswarden wurde am Beginn des 20. Jahrhunderts durch die Ansiedlung der 1905 gegründeten Schiffswerft Frerichs AG nun auch industriell geprägt. Durch den Einwohnerzuwachs wurde der Bau neuer Schulen notwendig.
Das zweigeschossige traufständige verputzte L-förmige Gebäude mit Walmdach, dem linken Giebelrisalit mit Satteldach und dem übergiebelten Portal mit seitlichen Pilastern sowie dem geschossteilenden Gesims wurde 1912/13 als zweite katholische Volksschule gebaut.
Bereits 1906 wurde die Ostschule Einswarden gebaut, 1912 die Westschule und 1926 die Pestalozzi-Schule.
Die Nationalsozialisten haben die Konfessionsschulen während ihrer Herrschaft verboten. Nach dem Krieg nahmen diese Schulen den Betrieb wieder auf. Durch den Zustrom von katholischen Vertriebenen wurde 1946 eine dritte katholischen Schule in Abbehausen eröffnet. In den 1970er Jahren wurde diese Schule und die von Abbehausen im Rahmen einer Schulreform geschlossen.

Das Gebäude wurde 2015 im Rahmen des Städtebauförderungprogramms Soziale Stadt saniert.
Das Landesdenkmalamt befand zur Bedeutung: „geschichtlich, wissenschaftlich, städtebaulich“.